# 2016年鸟取地震
2016年鸟取地震又称2016年鸟取县中部地震(日语：／ tottoriken chūbu jishin ?)，是一场发生于日本鸟取县中部的地震。地震发生于2016年10月21日14时07分22.6秒。地震规模为Mj6.6、Mw6.2，震源深度约为11km。鸟取县倉吉市、汤梨滨町、北荣町观测到最大震度6弱。断层长度长达10km。本州岛西部均有明显震感，共造成32人受伤。

## 机构反应

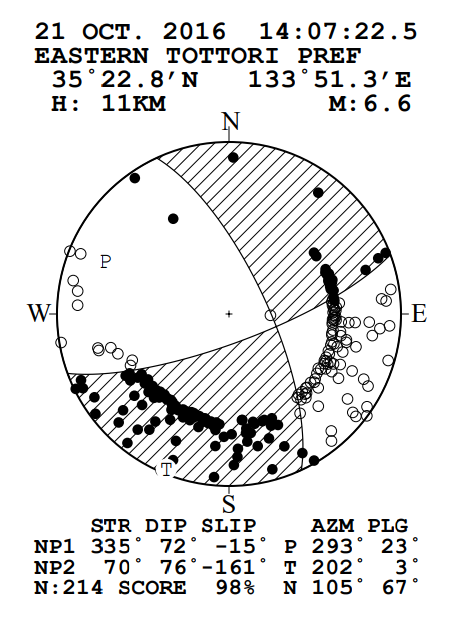
日本气象厅（JMA）所提供的震源机制解，可初步判定为一次走滑断层事件。

### 紧急地震速报
日本气象厅在地震发生后12.1秒（即14时07分36.4秒）对鸟取县、冈山县、岛根县、香川县、兵库县、广岛县、德岛县北部、大阪府、爱媛县、山口县东部、滋贺县南部、京都府南部和福井县岭南发布了紧急地震速報（警報）。

### 观测结果
- 日本：日本气象厅（JMA）测定本次地震规模为Mj6.6级，震源深度约10.6km。鸟取县中部观测到最大震度6弱，冈山县测得震度5强，关东地方至九州地方均观测到了震度1以上的烈度。鸟取县中部测得等级为3的长周期地震动阶级。防災科学技術研究所设立于倉吉市的震度计记录到了最大加速度为1494gal的数据[4]。

- 美国：美国地质勘探局（USGS）测定本次地震规模为Mw6.2级，震源深度约5.6km，最大烈度为8度（VIII）[2]。

- 中华人民共和国：中国地震台网（CEIC）测定本次地震规模为6.4级，震源深度约10km[9]。

- ：韩国气象厅（KMA）测定本次地震震中位于北纬35.48度，东经133.90度。地震规模为6.6级，震源深度未测出[10][11]。

### 地震解析
日本气象厅认为，本次地震为压力轴为西北西－东南东方向的走滑断层型的地震，是一次发生在地壳内的地震事件，断层长达10km。

## 各地震度
下表列出了日本氣象廳震度等級達到5弱或以上的地區。
| 震度 | 都道府縣 | 市區町村               |
| ---- | -------- | ---------------------- |
| 6弱  | 鳥取縣   | 倉吉市 湯梨濱町 北榮町 |
| 5強  | 鳥取縣   | 三朝町 鳥取市          |
| 5強  | 岡山縣   | 真庭市 鏡野町          |
| 5弱  | 鳥取縣   | 琴浦町 日吉津村        |
| 5弱  | 島根縣   | 隱岐之島町             |

## 震后影响

### 行政措施
- 地震當日，鸟取县仓吉市、湯梨濱町、北荣町開始使用《災害救助法》，3天后（即10月24日）將三朝町納入至使用範圍[13]。地震发生后，日本政府在首相官邸危机管理中心设立“官邸对策室”，警察厅设立“灾害警备本部”，收集各种灾情，联络各方实施救灾[14]。鸟取县知事平井伸治于地震发生当日19时22分邀请自卫队进行灾害派遣救援[15]。

- 日本气象厅警告灾区民众，在大规模地震后曾有过发生类似规模地震的事例，震后一周内有可能会再次发生最大震度为6弱的地震[3][註 1]。

### 财产损失及伤亡
- 截止2017年8月21日，鸟取县住宅有18栋全毁、312栋半毁、15054栋部分受损，共有32名民众在本次地震中受伤[6][16][17]。鸟取县还有2848人在外避难[18]，仓吉市市内有1人因地震被困电梯[19]。

- 大阪市部分高层楼的电梯受到地震影响紧急关停[20]。

- 山阳新干线停驶，米子机场和鸟取机场关闭。中国自动车道部分路段关闭[21]。鸟取县有3.2万户民宅出现停电情况[19]。鸟取县消防署称，仓吉市有2处住宅起火[21]。

- 据日本各电力公司消息，与鸟取县相隔数百公里远的爱媛、福井等县的核电站没有出现异常[14]。

- 地震发生时，正值当地特产梨子“爱宕”和“王秋”的出货高峰期。大量当地特产梨子从树上掉落，正要出货的品种不幸受灾，使当地果农损失惨重[22]。

## 关联地震
- 1943年鸟取地震[23]
- 2000年鸟取地震[23]